# Konstytucja Abchazji
Konstytucja Abchazji – ustawa zasadnicza Abchazji, uchwalona 26 listopada 1994 roku.

## Historia Konstytucji
23 lipca 1992 roku Rada Najwyższa Abchazji postanowiła uchylić moc prawną Konstytucji Abchaskiej ASRR z dnia 6 czerwca 1978 roku i do czasu przyjęcia nowej konstytucji uznać za tymczasowo obowiązującą Konstytucję SSR Abchazji z 1925 roku, wprowadzając jednak do niej wyjątki w postaci zachowania obowiązującego w 1992 roku systemu organów władzy i zmiany konstytucyjnej nazwy państwa z "Socjalistyczna Radziecka Republika Abchazja" na "Republika Abchazja". Akt ten sprowokował ostrą reakcję Gruzji, stając się jednym z powodów dla podjęcia 10 sierpnia 1992 decyzji o wejściu wojsk gruzińskich na terytorium abchaskie, co zapoczątkowało konflikt wojenny.
Obecna Konstytucja przyjęta została na sesji Rady Najwyższej Republiki Abchazja XII kadencji w dniu 26 listopada 1994 roku. Dokument został przyjęty w ogólnonarodowym referendum 3 października 1999 roku. W dniu przeprowadzenia referendum w Abchazji zamieszkiwały 219 534 osoby posiadające prawo głosowania, co stanowiło 58,5% liczby mieszkańców w stosunku do okresu sprzed konfliktu abchasko-gruzińskiego. Frekwencja wyniosła 87,6%. Zgodę na przyjęcie konstytucji wyraziło 97,7% głosujących.
26 listopada jest w Abchazji świętem narodowym i dniem wolnym od pracy.

## Podział Konstytucji
Konstytucja składa się z siedmiu rozdziałów.
- Rozdział I. Podstawy ustroju konstytucyjnego.
- Rozdział II. Prawa i wolności człowieka i obywatela.
- Rozdział III. Władza ustawodawcza.
- Rozdział IV. Władza wykonawcza
- Rozdział V. Władza sądownicza.
- Rozdział VI. Samorząd terytorialny.
- Rozdział VII. Poprawki do Konstytucji i tryb rewizji Konstytucji.